# 澤里科·加連奴域
澤里科·加連奴域（Željko Gavrilović，1971年12月6日－），生於南斯拉夫烏日策，已退役塞爾維亞足球運動員，司職前鋒。

## 球員生涯
加連奴域生於南斯拉夫烏日策，於1997年來港加盟當時在甲組角逐的勁旅星島，1999年轉會南華，2000離開南華後，到希臘發展其後再在匈牙利一年，2004返回貝爾格萊德，直到2010年在波斯尼亞球會雷迪尼克宣佈掛靴。

## 退役生活
加連奴域現居貝爾格萊德，已婚育有兩子，掛靴後就一直在塞爾維亞電訊公司工作，而且還幫公司在室內五人足球隊上陣，更開始教小朋友踢足球，他於2000年南華對南斯拉夫國家隊的表現賽梅開二度，賽後他就認識了現任妻子。

## 外部連結
- Profile （页面存档备份，存于） at Worldfootball.
- Stats （页面存档备份，存于） in Ligadehonra.